# Gerhard Adler
Gerhard Adler (Berlín, 14 de abril de 1904 - 22 de diciembre de 1988) fue una figura importante en la psicología analítica, conocido por su trabajo editorial en la Obra completa de Carl Gustav Jung, una traducción al inglés de las obras de psiquiatra suizo. También editó sus Cartas, junto a Aniela Jaffé. Su lealtad a Jung y la escuela de Zúrich causó diferencias irreconciliables con Michael Fordham, llevándole a abandonar la Sociedad de Psicología Analítica de Londres (Society of Analytical Psychology) y fundar la Asociación de Analistas Jungianos (Association of Jungian Analysts).

## Biografía
Adler, nacido en Berlín, era descendiente de judíos alemanes. Obtuvo su doctorado en la Universidad de Friburgo en 1927. En 1932 fue a Zúrich a estudiar y formarse con Jung en el hospital psiquiátrico de Burghölzli. Ambos mantuvieron una estrecha colaboración hasta la muerte de Jung en 1961.
Debido a sus orígenes judíos, debió huir de la persecución llevada a cabo en la Alemania nazi, estableciendo su práctica analítica en Londres en 1936. Escribió y dictó conferencias internacionalmente en alemán e inglés, y fue autor de Studies in Analytical Psychology (1948), The Living Symbol (1961) y Dynamics of the Self (1979), todas ellas importantes obras en su campo. Fue cofundador de la Society of Analytical Psychology en 1942 y fundador de la Association of Jungian Analysts en 1977.
Adler fue miembro fundador de la International Association for Analytical Psychology y fue su presidente por dos períodos consecutivos (1971-1977). Su esposa Hella, también analista junguiana, fue su compañera en muchos empeños, aunque ella siempre fue independiente y directa en sus puntos de vista.